# Fox Networks Group

Logo van 2010 tot 2012

Fox Networks Group (FNG) (eerder Fox International Channels) is een dochteronderneming van The Walt Disney Company, voorheen was FNG onderdeel van 21st Century Fox. Op 19 maart 2019 is dat bedrijf opgeheven, nadat 21st Century Fox onderdeel is geworden van The Walt Disney Company. Enkele onderdelen zijn ondergebracht in het nieuwe Fox Corporation.
FNG produceerde en distribueerde entertainment, feitelijke, sport-en filmkanalen via televisiekanalen in Europa, Afrika, Azië en Latijns-Amerika met behulp van verschillende merken, waaronder Fox, FX , Fox Crime, Fox Life, Luxe.tv, Fox Sports, National Geographic Channel, STAR TV, BabyTV en DuckTV.

## Zenders in Europa

### Benelux
- STAR Channel (51% eigendom, alleen in Nederland)
- STAR Channel Vlaanderen
- National Geographic Nederland (73%)
- National Geographic Vlaanderen (73%)
- National Geographic Wild (73%)
- 24Kitchen (alleen in Nederland)
- ESPN (51% eigendom, alleen in Nederland)
  - ESPN 1
  - ESPN 2
  - ESPN 3
  - ESPN 4
  - FOX Sports International (51% eigendom, alleen in Nederland)
- BabyTV

### Verenigd Koninkrijk en Ierland
- Fox (ook 1, HD)
- BabyTV
- National Geographic Channel (ook 1, HD) (73 %)
- National Geographic Wild (ook HD) (73 %)
- Phoenix Chinese Nieuws en Entertainment Channel
- STAR Plus (ook HD)
- STAR Gold
- STAR Life OK
- STAR Jalsha
- Fox News Channel

### Scandinavië: Denemarken, Finland, Noorwegen en Zweden
- Fox Finland (Finland alleen, ook als HD)
- Fox Channel (Noorwegen) (Noorwegen alleen)
- Fuel TV
- National Geographic Channel (HD) (73 %)
- National Geographic Channel Scandinavië (73 %)
- Nat Geo Wild (ook als HD) (73%)
- Phoenix Chinese Nieuws en Entertainment Channel
- Sky News (distributie, eigendom van zusterbedrijf British Sky Broadcasting)

### Duitsland, Oostenrijk en Zwitserland
- Fox Channel
- National Geographic Channel (HD) (73%)
- National Geographic Channel (73 %)
- Nat Geo Wild (73%)
- BabyTV
- Sky News (distributie, eigendom van British Sky Broadcasting)
- Phoenix Chinese Nieuws en Entertainment Channel

### Frankrijk
- National Geographic Channel (HD) (73%)
- Nat Geo Wild (HD) (73%)
- Voyage (HD)
- BabyTV
- Sky News (distributie, eigendom van British Sky Broadcasting)
- Phoenix Chinese Nieuws en Entertainment Channel

### Italië en Malta
- Fox (HD, +1) (voorheen Next: HD)
- Fox Life (HD, +1)
- Fox Crime (HD, +1) (gelanceerd in 2005)
- Fox Retro
- Fox Animation
- Fox Comedy
- National Geographic Channel (HD) (73%)
- Nat Geo People (73%)
- Nat Geo Wild
- Phoenix Chinese Nieuws en Entertainment Channel
- BabyTV
- Sky News (HD, distributie, eigendom van British Sky Broadcasting)
- Fox News Channel

### Spanje en Andorra
- Fox Spanje (HD)
- Fox Life
- Fox News Channel
- National Geographic Channel (HD) (73%)
- Nat Geo Wild (HD) (73%)
- BabyTV
- Sky News (distributie, eigendom van British Sky Broadcasting)
- Viajar (HD)
- Phoenix Chinese Nieuws en Entertainment Channel

### Portugal
- Fox Portugal (HD)
- Fox Life Portugal (HD)
- Fox Crime Portugal (HD)
- FX Portugal
- Fox Films Portugal (HD)
- National Geographic Channel (HD) (73%)
- Nat Geo People (73%)
- BemSimples
- 24Kitchen (HD)
- Fox News Channel
- Sky News (distributie, eigendom van British Sky Broadcasting)
- BabyTV
- Fuel TV
- Phoenix Chinese Nieuws en Entertainment Channel

### Polen
- Fox (HD)
- Fox Life (HD)
- National Geographic Channel (HD) (73%)
- Nat Geo Wild (HD) (73%)
- BabyTV
- Sky News (distributie, eigendom van British Sky Broadcasting)
- Phoenix Chinese Nieuws en Entertainment Channel

### Griekenland
- FOXlife (beschikbaar in OTE TV en in NOVA Griekenland)
- FOX (beschikbaar in OTE TV en in NOVA Griekenland)
- Fox News Channel (enkel beschikbaar in ontv)
- BabyTV (beschikbaar in OTE TV en in ontv)
- National Geographic Griekenland (enkel beschikbaar in NOVA Griekenland) (73%)
- National Geographic HD (enkel beschikbaar in NOVA Griekenland) (73%)
- National Geographic Wild (beschikbaar in NOVA Griekenland, OTE TV en in ontv) (73%)
- National Geographic Wild HD (beschikbaar in OTE TV en in NOVA Griekenland)
- Phoenix Chinese Nieuws en Entertainment Channel (73%)

### Cyprus
- National Geographic Channel Griekenland (enkel beschikbaar in Cablenet en CytaVision) (73%)
- FOX (beschikbaar in NOVA Cyprus, CytaVision en in Cablenet)
- BabyTV (beschikbaar in Cablenet, PrimeTel en in CytaVision)
- Nat Geo Wild (beschikbaar in Cablenet en in CytaVision) (73 %)
- National Geographic Channel HD Griekenland (enkel beschikbaar in Cablenet) (73%)
- National Geographic Wild HD (enkel beschikbaar in Cablenet) (73%)
- Phoenix Chinese Nieuws en Entertainment Channel

### Slovenië, Kroatië, Bosnië en Herzegovina, Montenegro, Servië, Macedonië, Kosovo en Albanië
- National Geographic Channel (HD) (73%)
- Nat Geo Wild (HD) (73&)
- Nat Geo Music (73%)
- Fox Crime (HD beschikbaar in SBB)
- Fox Life (HD beschikbaar in SBB)
- Fox Films (HD beschikbaar in SBB)
- Fox (HD beschikbaar in SBB)
- BabyTV
- Sky News (distributie, eigendom van British Sky Broadcasting)
- 24Kitchen (HD beschikbaar in SBB)
- Phoenix Chinese Nieuws en Entertainment Channel

### Bulgarije, Roemenië en Moldavië
- Fox
- Fox Crime
- Fox Life
- Phoenix Chinese Nieuws en Entertainment Channel

### Rusland, Oekraïne
- Fox
- Fox Crime
- Fox Life (gelanceerd in april 2008)
- National Geographic Channel (73%)
- Fox News Channel
- ESPN Pakistan (verkrijgbaar in Tadzjikistan)
- Zemzemeh
- Phoenix Chinese Nieuws en Entertainment Channel (verkrijgbaar in delen van Oekraïne, West-Rusland, Estland, Wit-Rusland, Letland, Litouwen en Moldavië)

## Zenders in Amerika

### Verenigde Staten
- MundoFox (joint venture met RCN TV)[1]
- BabyTV (enkel beschikbaar in Dish Network)
- STER India Plus
- Life OK (vervangen STAR India One)
- STAR Chinese Channel
- STAR Legend Films (ook wel bekend als STAR Chinese films Legend)
- STAR India Gold
- STAR Vijay
- Asianet (alleen beschikbaar in WorldTV)
- Asianet Nieuws (alleen beschikbaar in WorldTV)
- Asianet Plus (alleen beschikbaar in WorldTV)
- ABP Nieuws (distributie, eigendom van ABP Groep, vervangen STAR India Nieuws)
- ABP Ananda (enkel beschikbaar in Dish Network, de distributie, die eigendom zijn van ABP Groep, vervangen STAR Ananda)
- ABP Majha (enkel beschikbaar in Dish Network, de distributie, die eigendom zijn van ABP Groep, vervangen STAR Majha)
- Fox Entertainment Taiwan (vervangen  Channel [V] Taiwan)
- Phoenix North America Chinese Channel
- Phoenix InfoNews Channel
- National Geographic Channel Zuid-Korea (gedistribueerd door Radio Korea Media Group, alleen beschikbaar in het DirecTV) (73%)

### Canada
- FX (HD) (joint venture met Rogers Media)
- Fox News Channel
- Snelheid
- BabyTV
- National Geographic Channel Canada (HD, joint venture met Shaw Media)
- Nat Geo Wild Canada (HD, franchisely geëxploiteerd door Shaw Media)
- Phoenix North America Chinese Channel
- Phoenix InfoNews Channel
- STAR Chinese Channel
- STAR Legend Films (ook wel bekend als STAR Chinese films Legend)
- Fox Entertainment Taiwan (vervangen  Channel [V] Taiwan)
- STAR Plus (simulcasted door ATN Channel)
- STAR Gold
- Life OK (vervangen STAR One)
- ABP Nieuws (distributie, eigendom van ABP Groep, vervangen STAR News)
- STAR Vijay

### Fox Latijns-Amerikaanse Channels
- Canal Fox
  - FOX Pan-regionale
  - FOX Mexico
  - FOX Colombia
  - FOX Venezuela
  - FOX Chili
  - FOX Argentinië
  - FOX Brazilië
- Canal FX
  - FX Pan-regionale
  - FX Mexico
  - FX Argentinië
  - FX Chili
  - FX Brazilië
- National Geographic Channel (73%)
  - Nat Geo Pan-regionale (73%)
  - Nat Geo Mexico (73%)
  - Nat Geo Colombia (73%)
  - Nat Geo Argentinië (73%)
  - Nat Geo Brazilië (73%)
- Fox Sports Norte
  - FOX Sports Mexico
  - FOX Sports Venezuela
- Fox Sports Sur
  - FOX Sports Colombia
  - FOX Sports Básico Chili
  - FOX Sports Premium Chili
  - FOX Sports Argentinië
- Fox Sports 2
  - FOX Sports 2 Pan-regionale
  - FOX Sports 2 Mexico
  - FOX Sports 2 Argentinië
- Fox Sports 3
  - FOX Sports 3 Pan-regionale
- Fox Sports Brazilië
- Utilisima
  - Utilisima Pan-regionale
  - Utilisima Mexico
  - Utilisima Chili
  - Utilisima Argentinië
- BemSimples
- Fox Life
  - FOX Life Pan-regionale
  - FOX Life Brazilië
- BabyTV
  - BabyTV Pan-regionale
- Nat Geo Wild (73%)
  - Nat Geo Wild Pan-regionale (73%)
  - Nat Geo Wild Brazilië (73%)
- Fox / Nat Geo HD
  - FOX / Nat Geo HD pan-regionale
  - FOX / Nat Geo HD Brazilië
- Nat Geo Wild HD (73%)
  - Nat Geo Wild HD pan-regionale (73%)
- FX HD (73%)
  - FX HD pan-regionale (73%)

#### Moviecity
- Cinecanal
  - Cinecanal Pan-regionale
  - Cinecanal Chili
  - Cinecanal Mexico
  - Cinecanal Colombia
  - Cinecanal Argentinië
- Film Zone
  - Film Zone Pan-regionale
  - Film Zone Mexico
  - Film Zone Venezuela
  - Film Zone Argentinië
- Moviecity Premieres
- Moviecity gezin
- Moviecity Hollywood
- Moviecity Classics
- Moviecity Actie
- Moviecity Mundo

#### Distributie alleen
- Universal Channel *
  - Universal Pan-regionale
  - Universal Mexico
  - Universal Colombia
  - Universal Chili
  - Universele Argentinië
- Universal Channel HD *
  - Universal HD pan-regionale
- Studio Universal *
  - Studio Universal Pan-regionale
  - Studio Universal Mexico
  - Studio Universal Colombia
  - Studio Universal Argentinië
- SyFy *
  - SyFy Pan-regionale
  - SyFy Mexico
  - SyFy Argentinië
- Canal 24 Horas TVN **
  - 24 Horas Chili
  - 24 Horas Pan-regionale
- TV Chile **
  - TV Chili Pan-regionale
- Fox News Channel

 * Distributie, die eigendom zijn van Universal Networks International 
 ** Distributie, eigendom van Televisión Nacional de Chile 

## Zenders in Azië
FIC Azië werd ontwikkeld tot een regionale divisie in 1993 met de lancering van de Foxentertainment kanaal in Japan. Het werkt momenteel met verschillende merken in Azië, met inbegrip van de branded kanalen Vos (Vos, FX, Fox Crime, Vos Films, Fox Sports), National Geographic Channel en de bijbehorende kanalen, kanalen alle STAR TV's, Channel M en BabyTV. Alle van hen zijn in hun lokale taal en onafhankelijk geprogrammeerd voor elke markt. Het zendt uit voor meer dan 110 miljoen huishoudens in Azië.

### Turkije
- Fox Life (HD)
- FX (HD)
- Nat Geo Wild (HD)
- Nat Geo (HD)
- BabyTV
- BabyFirstTV (distribution)
- Fox (HD)
- Nat Geo Adventure (73%)
- Disney Channel (distribution, owned by The Walt Disney Company)
- Disney XD (distribution, owned by The Walt Disney Company)
- Fox News Channel
- Fox Crime (HD)
- Sky News (distribution, owned by British Sky Broadcasting)
- Phoenix Chinese News and Entertainment Channel (available in parts of Turkey)
- 24Kitchen (HD)

### Oezbekistan en Tadzjikistan
- Fox
- Fox Crime
- Fox Life (gelanceerd in april 2008)
- National Geographic Channel(73%)
- Fox News Channel
- ESPN Pakistan (verkrijgbaar in Tadzjikistan)
- Zemzemeh
- Phoenix Chinese Nieuws en Entertainment Channel (verkrijgbaar in delen van Oekraïne, West-Rusland, Estland, Wit-Rusland, Letland, Litouwen en Moldavië)

### Midden-Oosten, Iran en Israël
- Fox Films Midden-Oosten (start 1 mei 2008)[2]
- Fox Midden-Oosten (vervangen Sky TV en Fox-serie)[3]
- FX FX Midden-Oosten werd in de zomer van 2011 (tussen juni en juli) gelanceerd als een nieuw lid van de FOX Midden-Oosten Family.
- Fox Sports
- BabyTV
- Fox News Channel
- Sky News (distributie, eigendom van British Sky Broadcasting)
- National Geographic Channel Azië (73%)
- National Geographic Abu Dhabi (joint venture met Abu Dhabi Media Company)
- STER Wereld
- STAR Movies
- ESPN Pakistan
- STAR Gold
- STAR Plus
- Channel [V]
- Channel [V] India
- STAR Jalsha
- STAR Vijay
- Nat Geo Adventure
- Life OK (vervangen STAR One)
- Asianet Midden-Oosten
- Asianet Nieuws
- ABP Nieuws (distributie, eigendom van ABP Groep, vervangen STAR News)
- Farsi1
- Zemzemeh
- Nat Geo Wild
- STAR Utsav
- National Geographic Farsi

### India, Nepal, Sri Lanka, Bhutan, de Maldiven, en Bangladesh
- Fox India
- Fox reizigers (vervangen The History Channel India, Fox Geschiedenis en Entertainment, en Fox Geschiedenis en reizigers)
- Fox Actiefilms
- FX Azië
- FX HD Azië (verkrijgbaar in de Maldiven)
- Fox Azië (HD, verkrijgbaar in Maldiven)
- Films OK
- Fox Crime Azië
- Fox Crime HD Azië (verkrijgbaar in de Maldiven)
- BabyTV (HD)
- National Geographic Channel India (HD)(73%)
- Nat Geo Music (HD)(73%)
- Nat Geo Adventure (HD)(73%)
- Nat Geo Wild (HD) (73%)
- Sky News (distributie, eigendom van British Sky Broadcasting, verkrijgbaar in Maldiven)
- STAR Wereld India (HD)
- STAR Movies
- STAR Films HD (verkrijgbaar in India en Sri Lanka)
- Fox Family Films (verkrijgbaar in de Maldiven)
- Fox Films Premium (HD, verkrijgbaar in Maldiven)
- Channel [V]
- Channel [V] India
- ESPN Pakistan (verkrijgbaar in Bangladesh)
- ESPN India (HD)
- STAR Sports India
- STAR Sports 2
- Fox Sports News India (vervangen ESPNews India)
- Fox Sports Azië (verkrijgbaar in de Maldiven)
- Fox Sports Plus HD Azië (verkrijgbaar in de Maldiven)
- Star Cricket (HD)
- STAR Gold (HD)
- STAR Plus (HD)
- Life OK (vervangen STAR One)
- STAR Utsav
- ABP Nieuws (distributie, eigendom van ABP Groep, vervangen STAR News)
- ABP Ananda (distributie, eigendom van ABP Group, vervangen STAR Ananda)
- ABP Majha (distributie, eigendom van ABP Group, vervangen STAR Majha)
- STAR Vijay
- STAR Jalsha
- STAR Pravah
- Jalsha Movies
- Asianet
- Asianet Nieuws
- Asianet Plus
- Asianet Sitara
- Sitara Nieuws
- Asianet Suvarna
- Asianet Suvarna Nieuws 24 × 7
- Asianet Movies

### Pakistan en Afghanistan
- National Geographic Channel (73%)
- Nat Geo Adventure (73%)
- BabyTV
- STER Wereld
- STAR Movies
- Channel [V]
- ESPN Pakistan
- STAR Sports
- Star Cricket
- Fox reizigers
- Fox Crime
- FX (Coming Soon)
- Nat Geo Wild
- Fox News Channel
- SKY News
- FOX
- FOX Movies

### China, Macau, Hong Kong, Mongolië, Taiwan, Oceanië, Papoea-Nieuw-Guinea, en Zuidoost-Azië
- FX Azië (HD)
- FX Play
- Fox Azië (HD)
- Fox Play
- Fox Crime Azië (HD)
- Fox Crime Play
- Fox Family Films (HD)
- Fox Films Premium (HD, vervangen STAR Films, met uitzondering van China, Vietnam en Taiwan)
- Fox Films afspelen (vervangen STAR Movies On Demand)
- Fox Actiefilms (HD, alleen beschikbaar in Singapore)
- Fox News Channel (HD)
- Fox Entertainment Taiwan (vervangen Channel V Taiwan)
- Fox Sports Azië (vervangen ESPN Azië, behalve in China)
- Fox Sports Plus HD Azië (vervangen ESPN HD Azië)
- Fox Sports News Asia (vervangen ESPNews Azië)
- Fox Sports Play (vervangen ESPN Player)
- Fox Sports Maleisië (HD, ESPN vervangen Maleisië)
- Fox Sports Indonesia (vervangen ESPN Indonesië)
- Fox Sports Taiwan (HD, vervangen ESPN Taiwan)
- Fox Sports Hong Kong (vervangen ESPN Hong Kong)
- Fox Sports Singapore (vervangen ESPN Singapore)
- Fox Sports Thailand (vervangen ESPN Thailand)
- Fox Football Channel (verkrijgbaar in Maleisië)
- Films OK (Coming Soon)
- National Geographic Channel Azië (HD) (73%)
- National Geographic Channel Play (73%)
- Nat Geo Adventure (HD) (73%)
- Nat Geo Wild (HD) (73%)
- Nat Geo Music (HD) (73%)
- STAR Wereld Taiwan (HD)
- STAR Wereld (HD)
- STAR Wereld Play
- STAR Movies (HD)
- STAR Sports
- STAR Sports Indonesia
- STAR Sports China
- STAR Sports Singapore
- STAR Sports Zuidoost-Azië
- STAR Sports Hong Kong
- STAR Sports Maleisië
- STAR Sports Taiwan
- STAR Sports Thailand
- Star Cricket (HD)
- STAR Chinese Channel
- STAR Chinese films (HD)
- STAR Chinese films af te spelen
- STAR Legend Films (ook wel bekend als STAR Chinese films Legend)
- STAR Legend Films afspelen (ook wel bekend als STAR Chinese films Legend Play)
- STAR Entertainment Taiwan
- Xing Kong
- STAR Gold (HD)
- STAR Plus (HD)
- Life OK (vervangen STAR One)
- STAR Utsav
- STAR Vijay
- ABP Nieuws (distributie, eigendom van ABP Groep, vervangen STAR News)
- ESPN Azië (in China)
- Channel [V] (HD)
- Channel [V] India
- Channel [V] China
- Channel [V] Thailand
- Phoenix Chinese Channel
- Phoenix InfoNews Channel
- Phoenix Movies Channel
- Phoenix Hongkong Channel
- Asianet
- Asianet Nieuws
- Asianet Plus
- BabyTV (HD)
- BabyTV On Demand
- Channel M Zuidoost-Azië (HD, vervangen TVN Azië)
- Channel M Play
- Sky News (HD, distributie, eigendom van British Sky Broadcasting)
- ANTV (joint venture met PT VISI Media Asia Tbk, verkrijgbaar in Indonesië, ook op free-to-air terrestrische)

### Filipijnen
- Channel V Filipijnen
- Channel [V] India
- Channel [V] China (alleen in bepaalde kabel vermeldingen in de Filipijnen)
- StarWorld Filipijnen (HD)
- STAR Films Filipijnen
- Fox Films Premium HD Azië
- Fox Actiefilms (HD)
- Fox Filipijnen (HD)
- BabyTV
- Fox Crime Azië (HD)
- Fox Family Films (HD)
- Fox Filipijnse
- FX Azië (HD)
- Channel M Zuidoost-Azië (vervangen TVN Azië)
- Fox News Channel
- STAR Chinese films
- STAR Legend Films (ook wel bekend als STAR Chinese films Legend)
- National Geographic Channel Filipijnen (73%)
- National Geographic Channel HD Azië (73%)
- Nat Geo Adventure Azië (HD) (73%)
- Nat Geo Wild Azië (HD) (73%)
- Fox Sports Filipijnen (vervangen ESPN Filipijnen)
- Fox Sports Plus HD Azië (vervangen ESPN HD Azië)
- Fox Sports News Asia (vervangen ESPNews Azië)
- STAR Sports
- Star Cricket
- Xing Kong
- STAR Chinese Channel
- STAR Gold
- STAR Plus
- Life OK (vervangen STAR One)
- STAR Utsav
- ABP Nieuws (distributie, eigendom van ABP Groep, vervangen STAR News)
- Phoenix Chinese Channel
- Phoenix InfoNews Channel

### Korea
- Fox-Korea (joint venture met Taekwang Group)
- Fox Life Korea (joint venture met Taekwang Group)
- FX-Korea (joint venture met Taekwang Group)
- SBS BabyTV (joint venture met Seoul Broadcasting System)
- SBS ESPN (joint venture met Seoul Broadcasting System)
- STAR Sports
- National Geographic Channel Zuid-Korea (HD, joint venture met CJ Group)
- Nat Geo Wild HD (73%)
- Nat Geo Adventure HD (73%)

### Japan
- Fox (gelanceerd in 1998)
- Fox +
- Fox Crime (gelanceerd in 2006)
- FOX bs238 (vervangen Fox Life Japan)
- Fox Movies
- BabyTV
- National Geographic Channel (gelanceerd in 2001) (73%)
- Nat Geo Adventure (73%)
- J Sport ESPN
- Star Cricket
- STAR Plus
- STAR Gold
- STAR Vijay
- ABP Nieuws (distributie, eigendom van ABP Groep, vervangen STAR News)
- Life OK (vervangen STAR One)
- STAR Utsav
- Phoenix Chinese Channel

## Zenders in Australië

### Australië en Nieuw-Zeeland
- National Geographic Channel (+ 2) (73%)
- Nat Geo Wild (HD) (73%)
- Nat Geo Adventure (73%)
- National Geographic Channel HD (73%)
- FX (+ 2, HD)
- BabyTV
- Fox News Channel
- STAR Plus Hindi
- STAR Gold (alleen beschikbaar in Vision Azië)
- Life OK (alleen beschikbaar in Vision Azië, vervangen STAR One)
- Phoenix Chinese Channel (simulcasted door CTV4)
- Phoenix InfoNews Channel (simulcasted door CTV7)

## Zenders in Afrika

### Egypte
- Fox Films Midden-Oosten (start 1 mei 2008)
- Fox Midden-Oosten (vervangen Sky TV en Fox-serie)
- Fox Sports
- BabyTV
- Fox News Channel
- Sky News (distributie, eigendom van British Sky Broadcasting)
- National Geographic Channel Azië (73%)
- STER Wereld
- STAR Movies
- STAR Gold
- STAR Plus
- Channel [V]
- STAR Jalsha
- STAR Vijay
- Nat Geo Adventure (73%)
- Life OK (vervangen STAR One)
- Asianet Midden-Oosten
- Asianet Nieuws
- Farsi1
- Zemzemeh
- Nat Geo Wild (73%)
- STAR Utsav
- National Geographic Farsi

#### Pan-Afrika / Maghreb
- Fox Entertainment (gelanceerd in februari 2009)
- Phoenix Chinese Nieuws en Entertainment Channel (verkrijgbaar in het noorden van Libië, Algerije Noord, Noord-Marokko en Noord-Tunesië)
- Fox Movies (verkrijgbaar in Angola)

#### Zuid-Afrika, Mozambique, Madagaskar, Mauritius en Reunion
- FX - TopTV
- Fox Entertainment - TopTV en DSTV (van 9 april 2013)
- BabyTV - TopTV
- National Geographic Channel - DSTV (73%)
- Nat Geo Wild - DSTV (73%)
- Fox Retro - TopTV
- Fox News Channel - TopTV
- STAR Vijay - TopTV
- STAR Plus - TopTV, Parabole Madagascar, Parabole Maurice, Parabole Reunion
- STAR Gold - TopTV
- Fuel TV - TopTV
- Channel [V] India - TopTV
- Fox Movies